# Halvard Hanevold
Halvard Hanevold, född 3 december 1969 i Asker i Akershus fylke, död 3 september 2019 i Asker i Akershus fylke, var en norsk skidskytt. Han tävlade i världscupen mellan åren 1992 och 2010 och han har totalt vunnit sex segrar i världscupen. Hanevold har deltagit på samtliga mästerskap sedan VM 1996 och totalt tagit 11 VM-medaljer. Han har även fem olympiska medaljer där guldet i distans från OS 1998 är den största individuella prestationen.
Han var god vän till svenske skidskytten Björn Ferry.

## Meriter
- OS 1998:
  - Distans - guld
  - Stafett - silver
- OS 2002: Stafett - guld
- OS 2006:
  - Sprint - silver
  - Distans - brons
- OS 2010: stafett - guld
- VM 1998: Lagtävling - silver
- VM 1999: Stafett - brons
- VM 2000: Stafett - silver
- VM 2001: Sprint - brons
- VM 2003
  - Distans - guld
  - Jaktstart - brons
- VM 2004: Stafett - silver
- VM 2009: Sprint - brons
  - stafett - guld

### Fotnoter
1. ↑  ”Halvard Hanevold är död - han blev 49 år gammal”. www.expressen.se. https://www.expressen.se/sport/langdskidor/norska-os-hjalten-ar-dod-49-ar-gammal/. Läst 3 september 2019.
2. ↑  Daniel Grefve (3 september 2019). ”Björn Ferry sörjer Halvard Hanevold” (på svenska). SVT Sport. https://www.svt.se/sport/skidskytte/bjorn-ferry-sorjer-halvar-hanevold-tragiskt. Läst 4 september 2019.